# Monestir de la Saïdia
El Reial monestir de la Saïdia, també Santa Maria de Gratia Dei, fou un monestir de l'orde del Cister fundat a la ciutat de València arran de la seua conquesta per part de Jaume I, el qual sempre tingué predilecció per aquest orde. La fundadora en fou Teresa Gil de Vidaure, esposa del rei i que morí de monja al mateix monestir anys després.
El monestir de la Saïdia es trobava a la vora del riu Túria, al marge esquerre, en el que s'anomenava el Pla de la Saïdia, lloc aleshores fora de la ciutat i envoltat d'horta. L'edifici del monestir s'enderrocà, per segona vegada i definitivament, en els anys seixanta del segle XX i la comunitat es traslladà a Benaguasil.

## Inicis
La primera referència escrita del lloc on se situava el monestir apareix al Llibre dels Fets, quan el rei Zayyan ofereix a Jaume I, entre d'altres, un alcàsser a la Saïdia. Torna a aparèixer en el Llibre del Repartiment, quan el rei li concedeix al bisbe de Narbona, que l'havia acompanyat en la conquesta de València, el lloc que s'anomena Saïdia, amb forns i molins i un hort.
La fundació del monestir va ser possible gràcies a Teresa Gil de Vidaure, tercera dona de Jaume I. Aquesta, després des ser abandonada pel rei i d'haver contret la lepra, passà els seus últims anys com a portera del monestir que fundà, i s'hi va fer soterrar. Teresa posseïa a València nombroses propietats donades pel rei, com es recull al Llibre del repartiment, entre les quals estava l'alcàsser o palau de Zayyan, últim rei musulmà de València i que també, com hem dit, havia pertangut al bisbe de Narbona (el qual renuncià a la propietat, atesa la llunyania). Així doncs, aquest indret frondós i feraç, el Pla de la Saïdia, fou el lloc escollit per a la fundació d'un monestir cistercenc.
La nova comunitat estigué composta per tres religioses, Beatriu, Caterina i Guillermina d'Anglesola, més sis servents, i arribaren del monestir de Vallbona de les Monges. Beatriu d'Anglesola en fou nomenada abadessa i amb l'ingrés de tres nobles valencianes, Úrsula Omedes, Beatriu d'Ágreda i Violant de Cardona, començà la vida comunitària de la Saïdia.
Jaume I concedí nombrosos privilegis al nou monestir: el 1265, concedeix a l'abadessa i a les religioses la facultat de posseir qualsevol classe de béns sense limitació; tres anys més tard, Teresa Gil de Vidaure donà a l'abadessa, en una nova escriptura de fundació, el lloc i el terme de la Çaidía, amb rendes i unes cases adjacents al seu palau de la ciutat.
L'església començà construir-se aviat sota la direcció de dos monjos de Benifassà. Els materials s'extrauen de les pedreres de Burjassot i Bétera, i el rei fa construir un forn de coure rajoles. La fundadora mor l'any 1288 llegant abundants rendes al cenobi, trià l'església per a la seua sepultura, i fou soterrada davall les grades de l'altar major. A més, en el seu testament, ordenà la construcció d'una nova capella dedicada a sant Salvador, contigua a la capella major.
Així, el monestir segueix el seu camí, rebent privilegis i donacions dels poderosos. També, moltes dames nobles hi professaren. Per a l'elecció d'abadessa, la priora, segona en rang al monestir, convocava els comissaris de Benifassà i aquests reunits en capítol (junt amb les religioses professes i coristes) triaven la nova abadessa per majoria absoluta.

## Vida i problemes del monestir
El monestir de la Saïdia, al llarg de la seua llarga existència, acollí entre els seus murs destacats personatges. Entre aquests, figura la princesa Maria de Castella i el seu seguici, que vingué a València el 1415 per celebrar la seua boda amb Alfons el Magnànim. També va rebre Isabel de Castella, rebuda per l'abadessa, els abats de Benifassà i Valldigna i una nombrosa representació de la ciutat.
Durant la segona meitat de segle, 1451, algunes monges s'hi revoltaren -al capdavant, Isabel de Sant Josep- contra la nova abadessa, la senyora Castellana Català, i triaren una altra abadessa, Aldonça Cifré. Davant aquest cisma, hagueren d'intervindre els abats de la Valldigna (aleshores Pere Baldó), el de Poblet, Santes Creus i Morimond. aquests decidiren deposar les dues abadesses, expulsar Isabel de Sant Josep de l'orde i desterrar Aldonça Cifré a un altre monestir; finalment, prevaldria el nomenament de la senyora Castellana Català, avalada per una butlla de Calixt III de 1455. Aquesta indisciplina monàstica s'acabà amb el concili de Trent, però s'ha de dir que, uns anys abans, les monges de la Saïdia renunciaren als privilegis i se sotmeteren a una rígida clausura, fet que pogueren comprovar els abats de Poblet i de la Valldigna en les seues visites al cenobi.
Per la proximitat del Túria i altres rambles que discorrien prop del monestir, aquest sovint patia les conseqüències de riuades periòdiques. Durant el segle xiv, les més fortes foren les de 1321, 1340 i 1358. Més tard, la riuada del 1500 destrossà un edifici proper al monestir on les monges criaven cucs de seda i tenien telers. Una de les pitjors en fou la del 1517, que va enderrocar el pont del Portal Nou, el de Serrans i del Reial, i deixà fets malbé -destruint-ne gran parts dels ampits- els ponts de la Trinitat i de la Mar. Al monestir, les aigües arribaren als deu pams i mig, alçaren paviments, provocaren destrosses a l'església i altres dependències. Altres avingudes que afectaren el monestir, i sobretot les propietats que tenien a Marxalenes i a Campanar, foren les ocorregudes els anys 1577, 1581 i 1589, però de seguida reberen ajuda de la noblesa valenciana per fer-hi reparacions.
De l'aspecte del monestir antic, ens podem fer una idea gràcies a la vista de València dibuixada per Wijngaerde l'any 1563. En aquesta vista, s'observa una església d'uns 30 metres de llargària, d'orientació est a oest, formada per sis crugies amb cinc contraforts escalonats amb finestres entre si. Tenia coberta plana, d'on eixia una espadanya. Darrere l'església deuria haver estat el claustre, distribuint les diverses dependències monacals, i s'observen al dibuix dos pisos. Així, degueren existir la sagristia, la sala capitular, el refectori, infermeria, cel·les, etc. Un petit edifici adjacent a l'esquerra de l'església donava accés al monestir a través d'una gran portada oberta a la porteria i al pati. Altres dependències auxiliars disposades a l'esquerra i a la dreta de l'edifici principal eren el forn, l'hostal, les cuines, una nau emprada per a criar cucs de seda i tindre els telers. A més, existia un jardí amb una extensa arbreda al sud del convent.

## Segle XIX
Durant la Guerra del Francés, el monestir va sofrir greus desperfectes, i se n'arribà fins i tot a la demolició total. Aquesta desaparició, la va ordenar el 1810 la Junta de Defensa de la Ciutat, comandada pel general Blake. L'ordre tenia l'objectiu que el convent no es convertira en un punt des d'on atacar la ciutat des de la vora esquerra del riu, i també afectà altres edificacions, com els ravals i convents de l'Esperança i de Sant Joan de Ribera. L'abadessa en aquell moment, Eulàlia Frígola, rebé una carta comminant-la a abandonar el monestir i, si volia tindre dret als materials de l'enderroc, havia de pagar la demolició.
Una vegada abandonat el cenobi, es van posar en lloc segur l'arxiu, els mobles, ornaments, quadres i la resta d'objectes de valor. La comunitat es dispersà, distribuïda entre la casa de l'Ensenyament, cases de familiars, en palaus com el de la baronessa de Terrateig o al dels Català de Scala, i a convents com el de les monges caputxines de Russafa o el col·legi del Pilar. L'any 1817 encara llogaven un casalot a la plaça del Carme, núm 1.
Una vegada acabada la guerra va caldre reedificar el monestir. Les obres s'encarregaren als arquitectes de la Reial Acadèmia de Belles Arts de Sant Carles  de València, Maties Llorens i Joaquim Tomás Sanz, i se n'aprovaren els plans davant la Junta d'Arquitectura de l'Acadèmia el 1817. La primera pedra del nou convent es va col·locar al març de 1819, i avançaren les obres a bon ritme gràcies a aportacions de particulars, tant en metàl·lic com de materials. Els arquitectes van tindre l'encert d'incloure elements rescatats entre les ruïnes de l'antic convent en el nou.
La nova església del monestir no s'inaugurà fins al 1879, obra de l'arquitecte Joaquim Tomàs, quan les principals estances del convent ja estaven acabades pràcticament. El cadiratge procedia del monestir de la Valldigna, donat per l'últim abat d'aquest, Robert Torregrossa Pérez, després de la desamortització de 1835. El nou temple era de rajola amb sòcol de pedra, tenia un creuer ampli i poc destacat en planta i un altar en cada extrem; la nau es cobria amb volta de canó amb arcs faixons i sis capelles comunicades a cada costat. Tenia una cúpula sobre petxines, amb pintures, també als llunetes, d'Antoni Cortina Farinós. Al costat de l'epístola, enfront de la porta d'accés a la sagristia, existí una estança (separada per una reixa), on es conservaven les restes dels fills de la fundadora i les respectives dones, Jaume de Xèrica i Pere d'Ayerbe. L'altar major del temple era d'un sol cos sobre un basament, d'on sorgien dues columnes estriades amb capitell corinti; i sobre aquests un lleuger basament de dos grups d'àngels. A cada costat de les columnes, hi havia uns altres àngels de gran mida i, darrere de les columnes, estava l'arc que formava part de la fornícula que contenia la imatge de la Mare de Déu de Gràcia. Al vestíbul de la porteria, s'hi col·locà un retrat de la fundadora i a sota una inscripció que deia: La V. Sª Rna. Doña Teresa Gil de Vidaure, fundadora de este R.l Monasterio para señoras nobles que quisieran ser Religiosas Cisterciences, cuyo monasterio consagró á maría Sma. De Gracia, y en el que jamás quiso ser Abadesa, pero admitió gustosa el empleo de Portera, en que murió á 15 de Julio de 1260.

## Segle XX
L'any 1927 la Saïdia fundà una filial a Algemesí, el monestir cistercenc de Fons Salutis. Aquesta nova casa s'extingí a finals del segle xx.
Durant la Guerra Civil, les religioses no varen ser objecte de violència, però alguns elements incontrolats van cremar el cadiratge del cor, documentació i altres efectes; el convent s'utilitzà com a escola d'instrucció marxista i l'església com a dipòsit de municions.
Després de la guerra, es va poder recuperar la Dolorosa i la Pietat, obra de Vergara, tapissos de vellut, una custòdia d'or i plata, un ligum crucis d'or, alguns quadres i poca cosa més. La mòmia de la fundadora es va tornar a col·locar a l'església, encara que deteriorada durant la seua estada a Alboraia per les condicions en què va estar oculta.
L'any 1950 les monges de la Saïdia demanaren la incorporació al capítol del Cister Trapenc, i el 1953 (vuitè centenari de la mort de sant Bernat de Claravall), les trenta monges que hi havia foren admeses en l'estricta observança, depenent com a filial de San Isidro de las Dueñas de Palència. La riuada del 1957 va fer plantejar-se a la comunitat la necessitat de buscar un nou lloc on viure. L'emplaçament escollit fou la masia de Sampa a Benaguasil, on s'havia construït el nou monestir.
L'històric monestir de la Saïdia fou enderrocat i en el seu solar es construïren edificis moderns. Només s'aprofitaren els materials de l'església, com els carreus per a la torre de l'església de Faura. Actualment, queden els noms dels carrers: el Pla de la Saïdia i carrer del Cister.